# Municipio de Turnbull
El municipio de Turnbull (en inglés: Turnbull Township) es un municipio ubicado en el  condado de Bladen en el estado estadounidense de Carolina del Norte.

## Geografía
El municipio de Turnbull se encuentra ubicado en las coordenadas 34°47′49.41″N 78°35′31.87″O / 34.7970583, -78.5921861.